# Пајн Риџ (Пенсилванија)
Пајн Риџ (енгл. Pine Ridge) насељено је место без административног статуса у америчкој савезној држави Пенсилванија.

## Демографија
По попису из 2010. године број становника је 2.707.
| Група             | 2000.    | 2010.         |
| Белци             | 0 (0,0%) | 1.283 (47,4%) |
| Афроамериканци    | 0 (0,0%) | 721 (26,6%)   |
| Азијати           | 0 (0,0%) | 47 (1,7%)     |
| Хиспаноамериканци | 0 (0,0%) | 642 (23,7%)   |
| Укупно            | 0        | 2.707         |